# ロールス・ロイス・ファントムII
ファントムII（Phantom II ）はロールス・ロイスが1929年から1935年まで製造した乗用車である。

## 概要

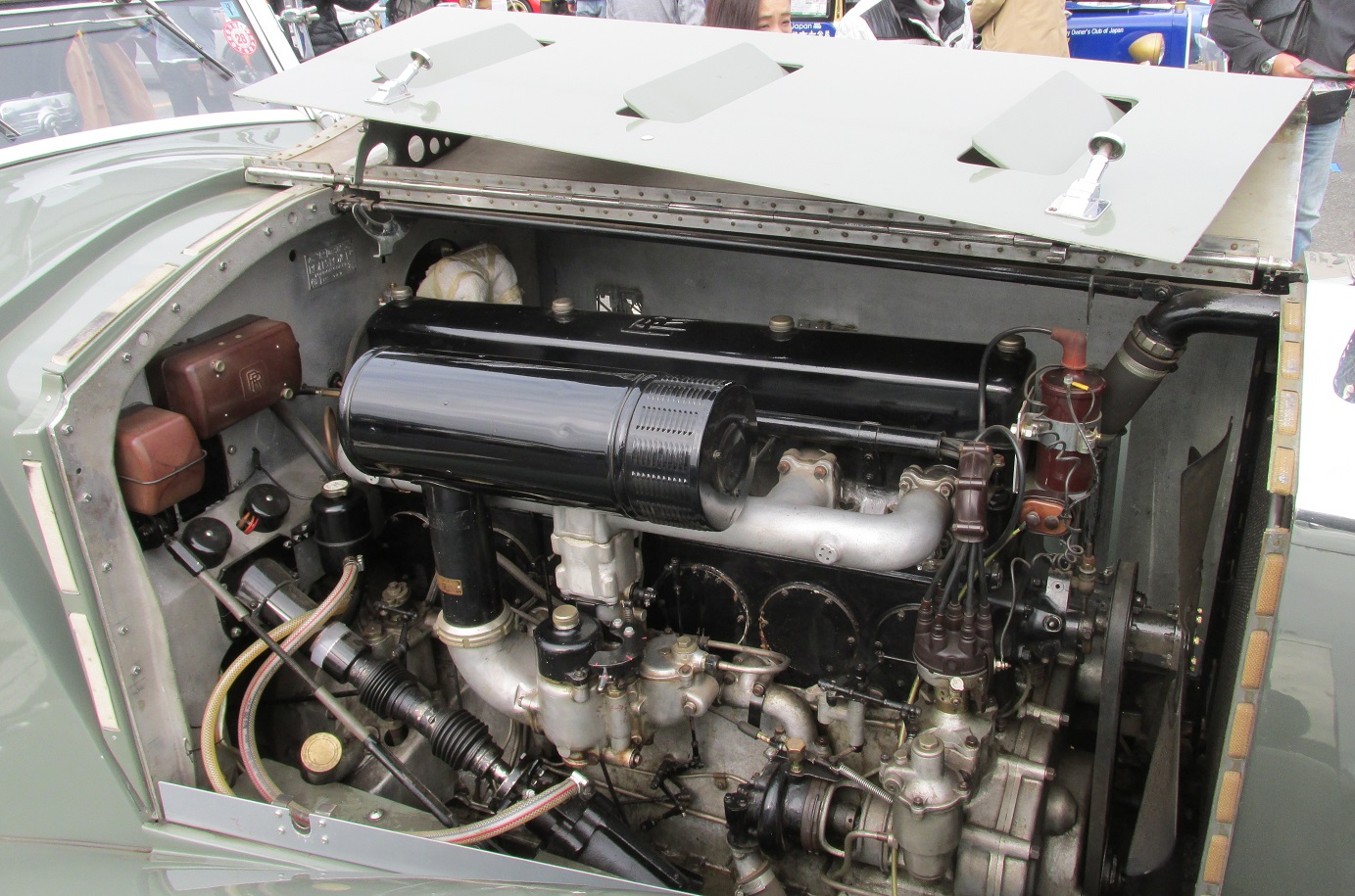
1933年式のエンジン

名称からすればファントムIの後継だが、どちらかと言えばトゥウェンティーの拡大版であるという。
ファイナルにハイポイドを採用したことや、リアのリーフ式サスペンションをアクスルの下にした「アンダースラング・レイアウト」の採用で、シャシはファントムIより低くなった。
エンジンはトゥウェンティーと同様トランスミッションと一体で3気筒ずつペアで鋳造された2つのブロックからなる直列6気筒OHVで内径φ4.25in(約107.9mm)×行程5.5in(約139.7mm)の7,661ccである。軽合金ヘッドはクロスフローになり、マニフォールドも改善された結果、最大出力を発揮する回転数はファントムIの2,750rpmから3,000rpmに高速化した。『Auto Car』のロードテストでは最高速度92.31mph(約149km/h)、0-60mph(約97km/h)を19.6秒で加速している。
トランスミッションはエンジンと一体化された4MT。1933年に3速4速、1935年には2速にシンクロ装置がついた。
ステアリングのウォームとナットのペアは組み付けの前に特殊な機械で何時間にも渡りランニングインを行い摩擦が規定より低くなってから使用されるため、非常に軽く、また正確で、無音である。
ダッシュボード下のペダルを時々踏めばプランジャーポンプが働いてシャシのベアリング、ブッシュ、ピンに自動的に注油されるようになり、整備の必要性は大幅に減った。初期型ではフレキシブルチューブの採用に懸念があり、プロペラシャフトと前後車軸それぞれ1箇所ずつのニップルに注油する必要があったが、後期型では信頼性の高いフレキシブルチューブが開発され採用されたのでアクスルへの注油も自動化された。
ホイールベースは144in(約3,657.6mm)のショートホイールベース版と150in(約3,810mm)のロングホイールベース版があり、それぞれ£1,850と£1,900で販売された
。シャシだけを製造販売し顧客がコーチビルダーでボディを架装するそれまでの伝統を破り、1933年からはボディを架装した状態でも販売するようになった。しかしこの時点ではボディの製作は依然として外部のビルダーに託されていた。
細部の改良を続けながら生産され、総生産台数は1,675台。小林彰太郎は「最もロールスらしい魅力をたたえたロールス・ロイスだといっても間違いないと思う」と書いている。

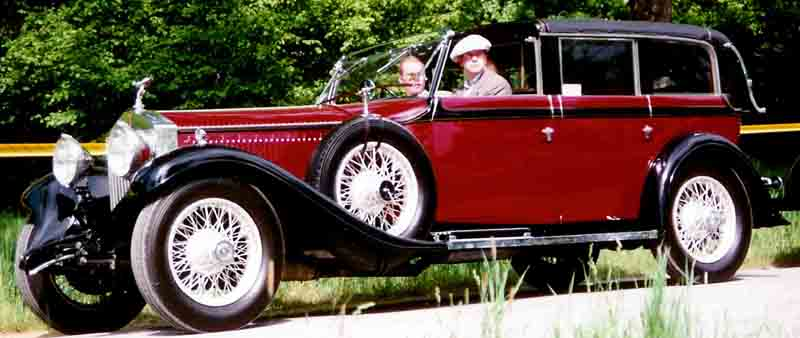
セダンカブリオレ

## コンティネンタルモデル

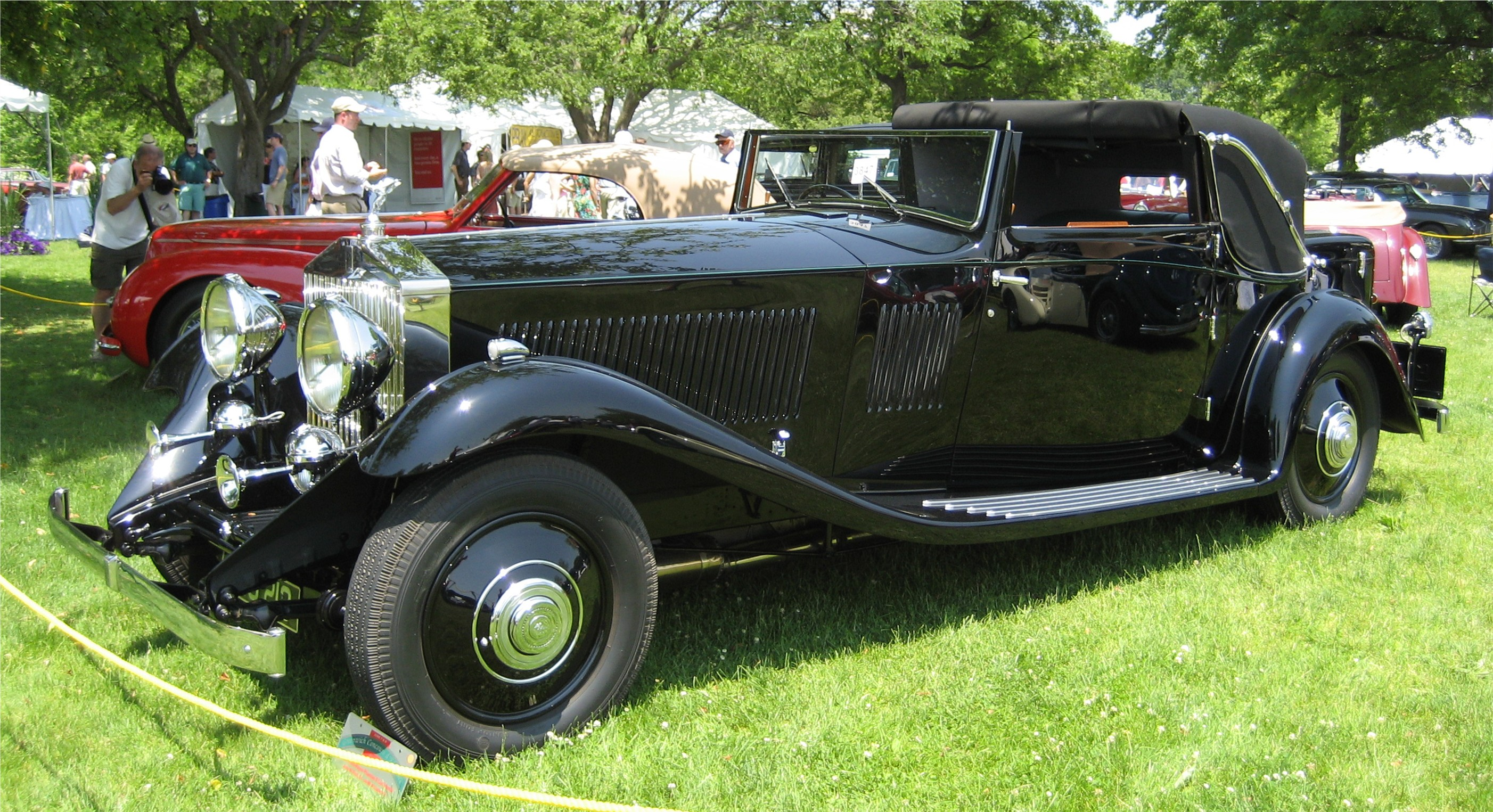
コンティネンタル

1931年頃に豪華な高速旅行を目的としスプリングを硬くし、シャシを低く短くしたコンティネンタルモデルが追加され、これは性能、操縦性、乗り心地、静粛さ等すべての観点から世界で最高級のスポーツサルーンであり、純粋なスポーツカーですらこれに匹敵するものは少なかった。1台はフレデリック・ヘンリー・ロイス自身の愛車となった。